# Mark Alexandrowitsch Krasnoselski
Mark Alexandrowitsch Krasnoselski, (russisch Марк Александрович Красносельский, ukrainisch Марк Олександрович Красносельський Mark Oleksandrowytsch Krasnosselskyj, englische Transkription Mark Krasnosel'skii; * 27. April 1920 in Starokostjantyniw, Ukrainische SSR; † 13. Februar 1997 in Moskau, Russland) war ein sowjetischer Mathematiker, der für seine Beiträge zur nichtlinearen Funktionalanalysis bekannt wurde.
Krasnoselski studierte an der Universität Kiew (nach dem deutschen Überfall evakuiert nach Kasachstan) mit dem Abschluss 1942. Er wurde nach vier Jahren Wehrdienst im Zweiten Weltkrieg 1948 am Institut für Mathematik der Ukrainischen Akademie der Wissenschaften in Kiew bei Mark Krein promoviert und forschte anschließend dort. 1950 habilitierte er sich (russischer Doktortitel). Er war 1952 bis 1967 Professor an der Staatlichen Universität Woronesch und danach am Institut für Kontrolltheorie der Sowjetischen Akademie der Wissenschaften. Dort leitete er 1974 bis 1990 ein Labor. Danach war er am Institut für Informations-Übertragungsprobleme der Russischen Akademie der Wissenschaften.
Er gilt mit einigen Arbeiten in den 1960er Jahren als einer der Begründer der modernen nichtlinearen Funktionalanalysis einschließlich Entwicklung topologischer Methoden und zahlreichen Anwendungen. Von ihm stammt der nach ihm benannte Satz von Krasnoselski, das Konzept des Krasnoselski-Genus sowie der Fixpunktsatz von Krasnoselski.
Er war Ehrendoktor in Rouen (1996), erhielt den Humboldt-Forschungspreis und den Andronov-Preis der Sowjetischen Akademie der Wissenschaften.

## Schriften
- mit Y. B. Rutitsky: Convex functions in Orlicz spaces, Delhi, Hindustan Publ. 1962
- Positive solutions of operator equations, Groningen: Noordhoff 1964
- Topological methods in the theory of nonlinear integral equations, Oxford, Pergamon Press 1964
- Approximate solution of operator equations, Groningen: Wolters-Noordhoff 1972
- Näherungsverfahren zur Lösung von Operatorgleichungen, Akademie Verlag 1973
- mit anderen: Integral operators in spaces of summable functions, Leiden, Noordhoff 1976
- mit anderen: Integral Equations, Noordhoff 1975
- mit anderen: Functional Analysis, Noordhoff 1972
- mit P. P. Zabreiko: Geometrical methods of nonlinear analysis, Springer Verlag 1984
- mit A. V. Pokrovskii: Systems with Hysteresis, Springer Verlag 1989
- Plane Vector Fields, Academic Press 1966
- Vektorfelder in der Ebene, Akademie Verlag 1966
- mit V. S. Burd, Ju. S. Kolesov: Nonlinear Almost Periodic Oscillations, Wily 1973
- mit Je. A. Lifshits, A. V. Sobolev: Positive Linear Systems: The method of positive operators, Berlin, Heldermann Verlag 1990
- mit anderen: Stabilitätsanalyse asynchroner Systeme (russisch), Nauka 1992